# Belyankinite
La belyankinite è un minerale.